# 1986 في المجر
فيما يلي قوائم الأحداث التي وقعت خلال عام 1986 في المجر.

## رياضة
- 10 أغسطس – جائزة المجر الكبرى 1986 الفائز نيلسون بيكيه.

## مواليد

### يناير
- 30 يناير – سابينا تاباي لاعبة كرة يد مجرية.

### مارس
- 9 مارس – برناديت بودي لاعبة كرة يد مجرية.

### مايو
- 15 مايو – برناديت تيمس لاعبة كرة يد مجرية.

### يوليو
- 9 يوليو – بيروسكا سامورانسكي لاعبة كرة يد مجرية.

### أكتوبر
- 1 أكتوبر – أدرين أوربان لاعبة كرة يد مجرية.
- 24 أكتوبر – دانييل بوده لاعب كرة قدم مجري.

### نوفمبر
- 21 نوفمبر – كورنيل ناجي لاعب كرة يد مجري.
- 27 نوفمبر – أنيت سوبروني لاعبة كرة يد مجرية.

### ديسمبر
- 23 ديسمبر – بالاج دجودجاك لاعب كرة قدم مجري.

## وفيات

### فبراير
- 18 فبراير – فيلموش كوهوت (مواليد 1906) لاعب كرة قدم مجري.
- 27 فبراير – جيديون بارتشا (مواليد 1911)

### سبتمبر
- 22 سبتمبر – جوزيف أسبوث (مواليد 1917) لاعب كرة مضرب مجري.

### أكتوبر
- 22 أكتوبر – ألبرت ناجيرابولت (مواليد 1893) سياسي أمريكي.